# Лёгкая жизнь (фильм, 1964)
«Лёгкая жизнь» — советский чёрно-белый художественный фильм 1964 года, сатирическая комедия положений режиссёра Вениамина Дормана.
Фильм занял 17-е место (24,6 млн зрителей) в списке самых кассовых фильмов 1964 года.

## Сюжет
Александр Бочкин, окончивший столичный химический институт, решает остаться в Москве, а не как один из лучших выпускников курса поехать по распределению на завод в Дальногорск. Вместо него туда едет друг-однокурсник Юрий Лебедев.
В столице Бочкин устраивается на работу довольно легко и быстро — заведующим химчисткой. Но живёт он далеко не на одну зарплату. Молодой предприниматель вместе с колоритной спекулянткой по прозвищу «Королева Марго» организует «химчистку на дому».
Проходит семь лет. В Москву приезжает Лебедев — уже главный инженер завода в Дальногорске. И только тогда Бочкин понимает, что в погоне за материальными благами и стремлением к столичной комфортной жизни он сам себя обокрал, разменяв науку и возможность заниматься серьёзным и общественно полезным делом на ночную работу по выведению пятен на одежде клиентов.

## В ролях

Румынский плакат к фильму.

| Актёр               | Роль                                                                               |
| ------------------- | ---------------------------------------------------------------------------------- |
| Юрий Яковлев        | Александр Петрович Бочкин, заведующий химчисткой, подпольный предприниматель       |
| Надежда Румянцева   | Галя, сестра Бочкина, студентка                                                    |
| Фаина Раневская     | Маргарита Ивановна («Королева Марго»), спекулянтка                                 |
| Всеволод Сафонов    | Юрий Лебедев, друг Бочкина, главный инженер завода в Дальногорске                  |
| Нинель Мышкова      | Ольга Сергеевна Коробкова, шляпница из Дальногорска, бывшая учительница литературы |
| Вера Марецкая       | Василиса Сергеевна Муромцева («Вася»), сестра Коробковой                           |
| Ростислав Плятт     | Владимир Гаврилович Муромцев («Вовик»), муж Василисы, учёный                       |
| Ефим Березин        | Штепсель, посетитель ресторана (камео)                                             |
| Юрий Тимошенко      | Тарапунька, посетитель ресторана (камео)                                           |
| Иван Жеваго         | официант                                                                           |
| Владимир Кабатченко | тамада в ресторане                                                                 |
| Людмила Гнилова     | Гулина, работница химчистки                                                        |
| Светлана Балашова   | работница химчистки                                                                |
| Наталья Голубенцева | работница химчистки                                                                |
| Клавдия Лепанова    | посетительница химчистки                                                           |
| Георгий Тусузов     | Иван Сергеевич, профессор                                                          |
| Галина Водяницкая   | преподаватель на встрече выпускников                                               |
| Нина Иванова        | Таня Савченко (в девичестве Левченко), выпускница                                  |
| Люсьена Овчинникова | Маша, выпускница с ребёнком                                                        |
| Виктор Маркин       | муж Маши                                                                           |
| Станислав Хитров    | выпускник-запевала                                                                 |
| Ян Янакиев          | лысый выпускник (нет в титрах)                                                     |
| Олег Видов          | посетитель театра, покупающий мороженое                                            |
| Н. Кокорин          | эпизод                                                                             |
| А. Чумина           | эпизод                                                                             |

## Съёмочная группа
- Автор сценария: Владлен Бахнов
- Режиссёр: Вениамин Дорман
- Оператор: Константин Арутюнов
- Художник: Марк Горелик
- Композитор: Никита Богословский
- Текст песен: Александр Галич («Дальние странствия»); Владлен Бахнов, Яков Костюковский («Ни пуха, ни пера»)
- Звукорежиссёр: Дмитрий Флянгольц
- Монтаж: Берта Погребинская
- Директор картины: Владимир Марон